# Бугульминський кантон
Бугульминський кантон (рос. Бугульминский кантон, тат. Бөгелмә кантоны) — адміністративно територіальна одиниця в складі Татарської АРСР, яка існувала в 1920—1930 роках. Центр кантону — місто Бугульма. Площа — 8,8 тис. км². Населення — 257,6 тис. чол. (1926).
Кантон був утворений на території скасованого Бугульминського повіту Самарської губернії.
За даними 1926 року в кантоні було 14 волостей:
- Абдрахманівська
- Азнакаєвська
- Алькеєвська
- Альметьєвська
- Байрякинська
- Бавлинська
- Бугульминська
- Михайлівська
- Поповська
- Салихівська
- Тумутуковська
- Черемшанська
- Чершилинська (центр — с. Нижні Чершили)
- Шугурская

Волості ділились на 215 сільрад.
У 1930 році Бугульминський кантон, як і всі інші кантони Татарської АРСР, був скасований.
На його території були утворені райони: Азнакаєвський, Альметьєвський, Бавлинський, Бугульминський, частина території була включена в Черемшанський район.

## Примітка
1. ↑  Демоскоп. Архів оригіналу за 2 квітня 2015. Процитовано 18 грудня 2017.